# Arthur Sachs (Mineraloge)

Arthur Sachs (1903)

Arthur Sachs (geb. 26. März 1876 in Breslau; gest. 3. Juli 1942 ebenda) war ein deutscher Mineraloge und Chemiker.

## Leben
Arthur Sachs, Sohn des Kaufmanns und Grubenbesitzers Max Sachs, legte 1894 die Reifeprüfung am Breslauer Elisabet-Gymnasium ab und studierte anschließend ein Semester Naturwissenschaften und Philosophie an der Universität Breslau sowie zwei Semester an der Technischen Hochschule Charlottenburg. Nach einer praktischen Tätigkeit in Königshütte in Oberschlesien (1895/96) beendete er seine Studien in Breslau, wo er 1898 mit einer Arbeit aus dem Bereich Chemie mit dem Titel Über einige mit Hilfe des Methylacetessigesters dargestellte Pyridinderivate bei Albert Ladenburg promovierte. Im Jahr 1903 habilitierte er sich mit einer Schrift Über Anpassungserscheinungen bei Karlsbader und Bavenoer Verwachsungen des Kalifeldspathes, die er am Breslauer mineralogischen Institut angefertigt hatte. Daraufhin lehrte er zunächst als Privatdozent und ab 1909 (anderen Angaben zufolge ab 1921) als nichtbeamteter außerordentlicher Professor für Mineralogie. Darüber hinaus war er ab 1914 Dozent an der Technischen Hochschule Breslau.
Er veröffentlichte zu mineralogischen, geologischen und chemischen Themen und widmete sich auch religiösen, philosophischen und politischen Fragen. Sein Lehrbuch Die Bodenschätze Schlesiens, „Frucht einer gleichnamigen Vorlesung“, die er an der Universität Breslau hielt, fand Erwähnung im Bulletin of the American Geographical Society, deren Fellow er seit 1906 war.
Nachdem er seine rege Publikationstätigkeit bereits 1923 eingestellt hatte, wurde 1926 bei Sachs eine Schizophrenie diagnostiziert, weshalb er in verschiedenen Heilanstalten und Krankenhäusern untergebracht wurde und seine Lehrbefugnis „ruhte“. Aufgrund seiner jüdischen Religionszugehörigkeit wurde ihm diese 1933 gemäß dem „Berufsbeamtengesetz“ entzogen. Sachs starb im Alter von 66 Jahren 1942 im Jüdischen Krankenhaus Breslau.

## Schriften (Auswahl)
Monografien
- Die Erze, ihre Lagerstätten und hüttentechnische Verwertung. Für Studierende an Universitäten, Technischen Hochschulen und Bergakademien. Deuticke, Leipzig 1905.
- Die Bodenschätze Schlesiens. Erze, Kohlen, nutzbare Gesteine. Veit & Comp., Leipzig 1906.
  - Nachdrucke: Salzwasser-Verlag, Paderborn 2012, ISBN 978-3-8460-0355-8; De Gruyter, Berlin 2022, ISBN 978-3-11-262739-6.
- Die Bodenschätze der Erde. Salze, Kohlen, Erze, Edelsteine; zur Einführung für Laien und Studierende. Deuticke, Leipzig und Wien 1916, urn:nbn:de:zbw-retromon-7219.
- Repetitorium der allgemeinen und speziellen Mineralogie. Deuticke, Leipzig und Wien 1917.
- Die Grundlinien der Mineralogie für Mineralogen, Geologen, Chemiker und Physiker. Enke, Stuttgart 1918.
- Repetitorium der Gesteinskunde und Lagerstättenlehre (Salze, Kohlen, Erze). Deuticke, Leipzig und Wien 1920.
- Skizze des Mineralreiches. Zur kurzen Einführung. Quelle & Meyer, Leipzig 1923.

Artikel
- 1. „Gedanken zur Judenfrage“. In: Im deutschen Reich. Jg. 19, Nr. 8, 1913, S. 355–357 (uni-frankfurt.de).
- Kultur und Krieg. In: Die Friedens-Warte. Band 23, Nr. 7/8, 1923, S. 262–264, JSTOR:23795821.